# Elecciones presidenciales de Santo Tomé y Príncipe de 1991
Las elecciones presidenciales de 1991 celebradas en Santo Tomé y Príncipe el 3 de marzo, fueron las primeras elecciones presidenciales directas en la historia del país, después de la instauración del multipartidismo el año anterior. En última instancia, sólo un candidato, Miguel Trovoada, se postuló para el cargo, y fue elegido sin oposición. Fue juramentado como el segundo presidente de Santo Tomé y Príncipe el 3 de abril. La participación fue del 61.8% de los votantes.

## Resultados
| Candidato                 | Partido                   | Votos  | %   |
| ------------------------- | ------------------------- | ------ | --- |
| Miguel Trovoada           | Independiente             | 26,604 | 100 |
| Votos en blanco/inválidos | Votos en blanco/inválidos | 5,919  | -   |
| Total                     | Total                     | 32,523 | 100 |
| Fuente: Nohlen et al.     |                           |        |     |